# Tassarolo
Tassarolo (Tassareu en piemontès) és un municipi situat al territori de la província d'Alessandria, a la regió del Piemont (Itàlia).
Limita amb els municipis de Francavilla Bisio, Gavi, Novi Ligure i Pasturana.
Pertanyen al municipi les frazioni de Alborina, Cavallari i Ortolana,

## Galeria fotogràfica

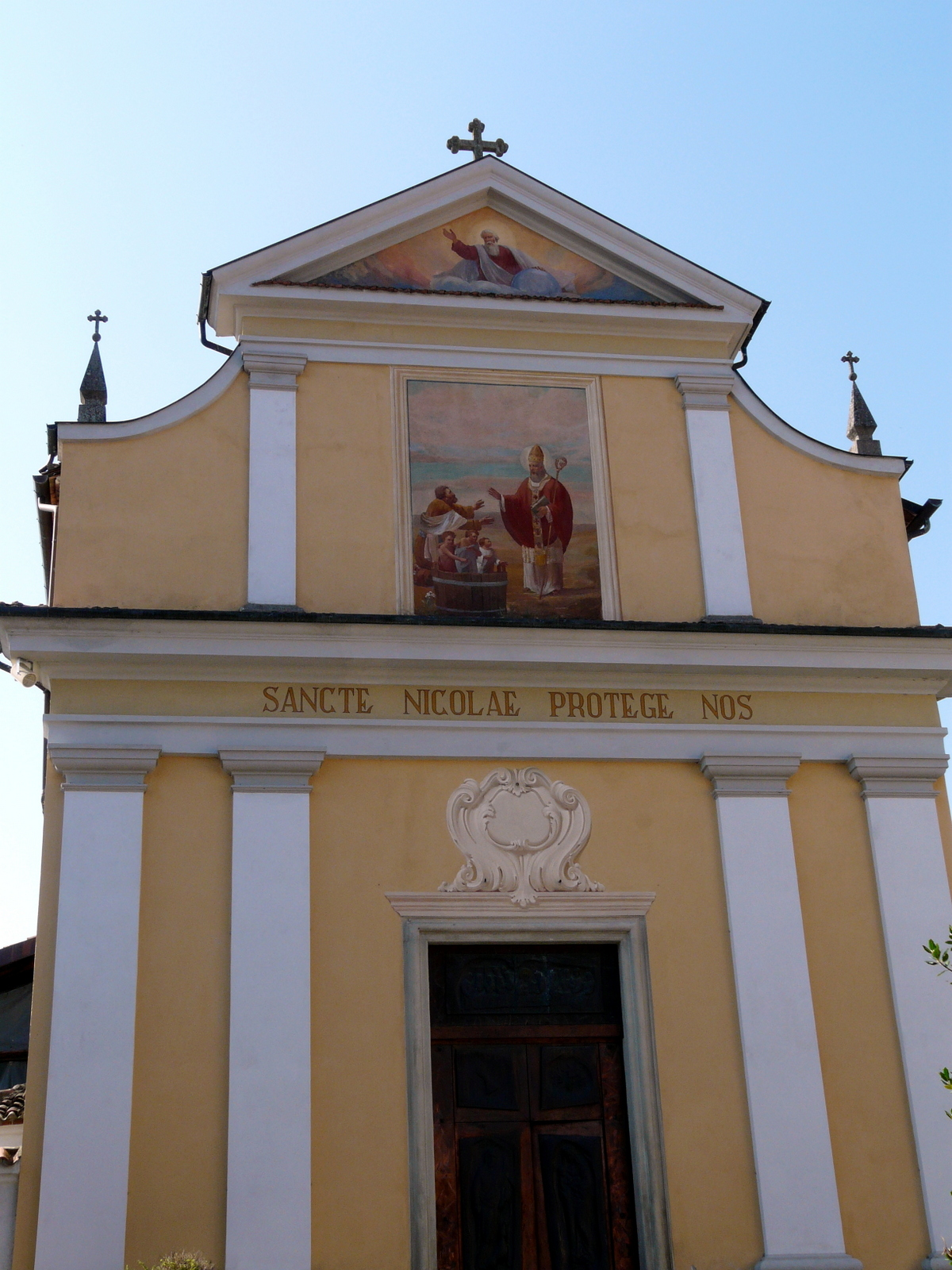
Església de Sant Nicolau
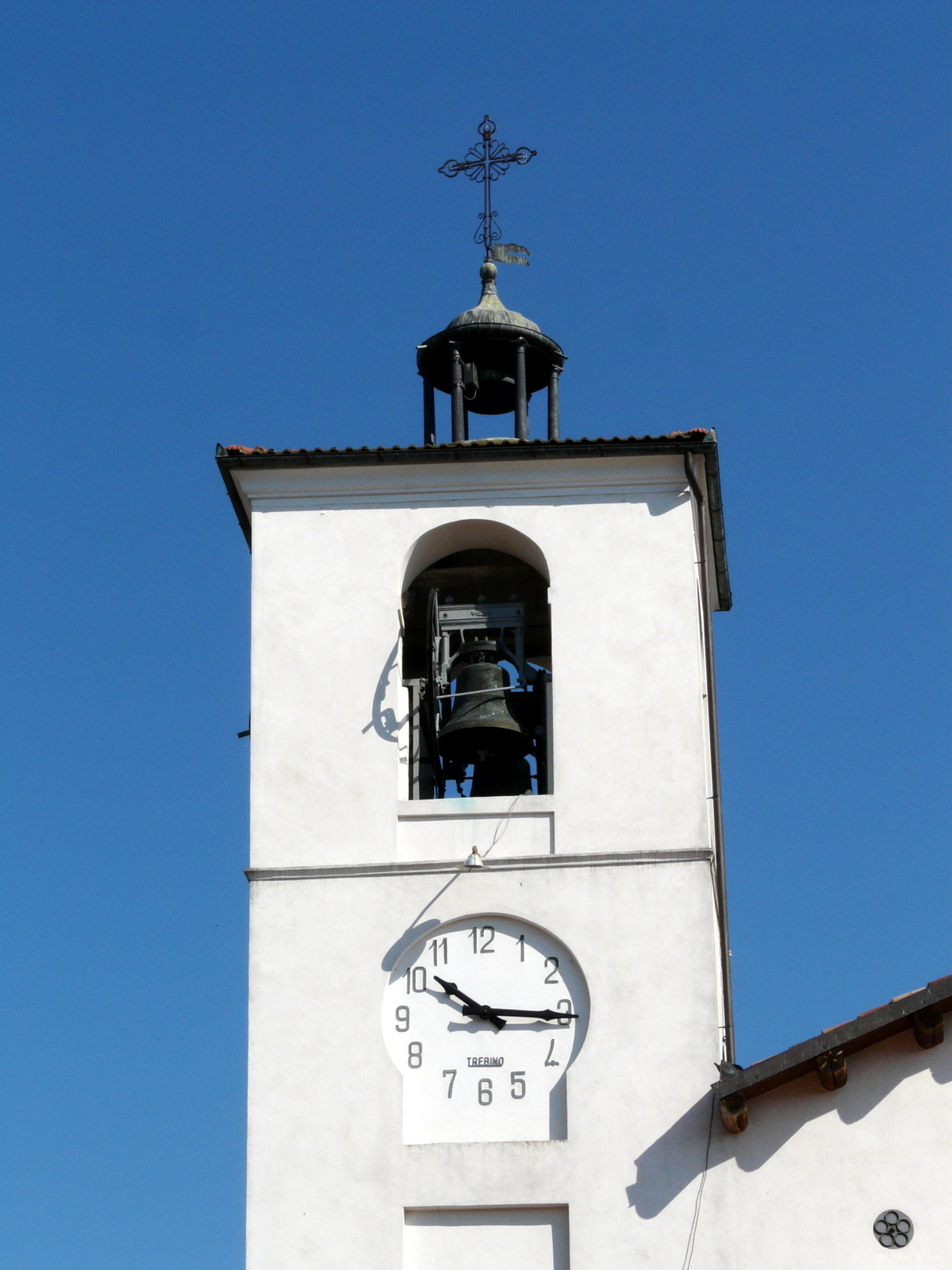
Campanar de l'església de Sant Nicolau
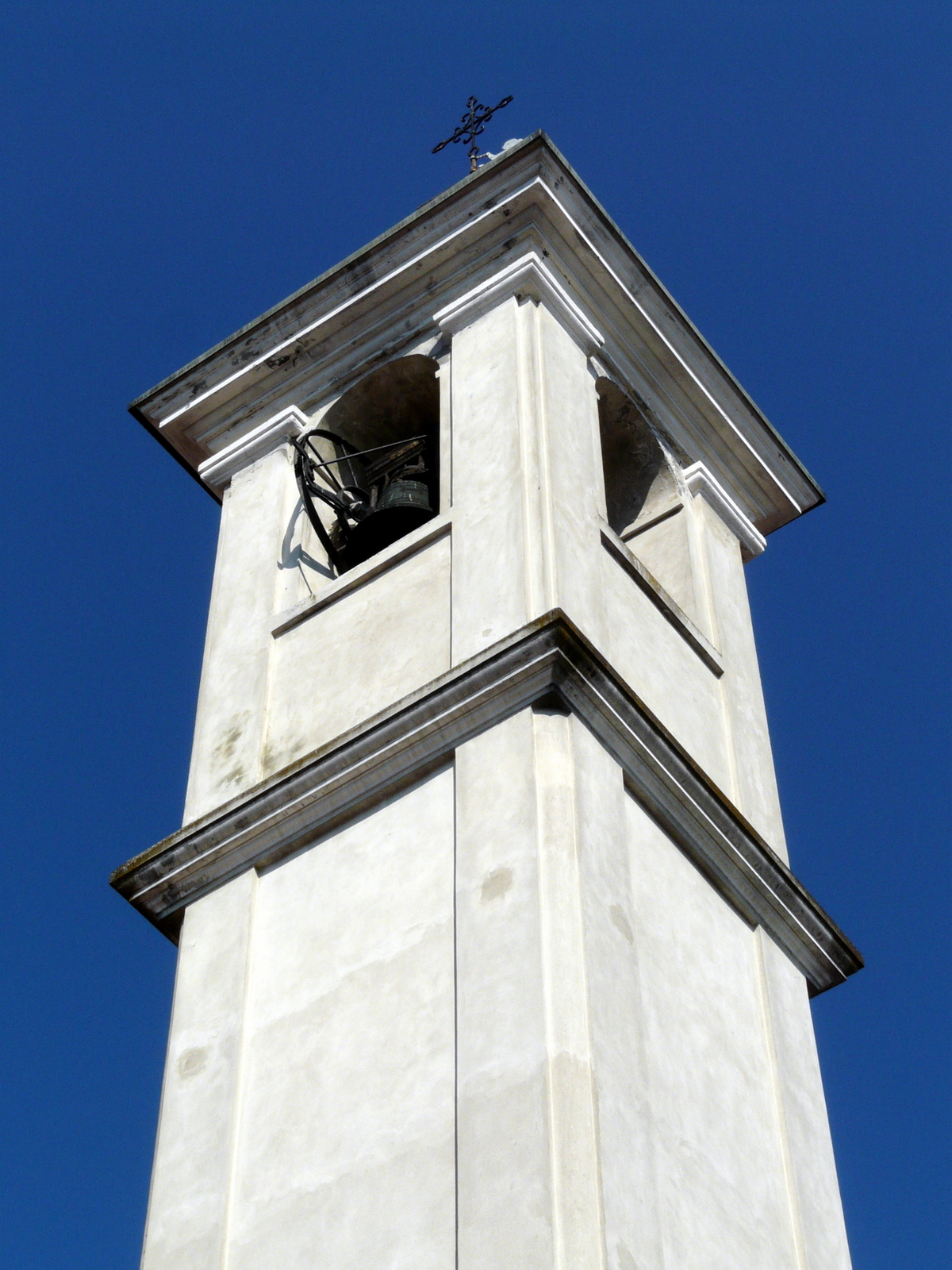
Campanar de l'església de la Santíssima Anunciació
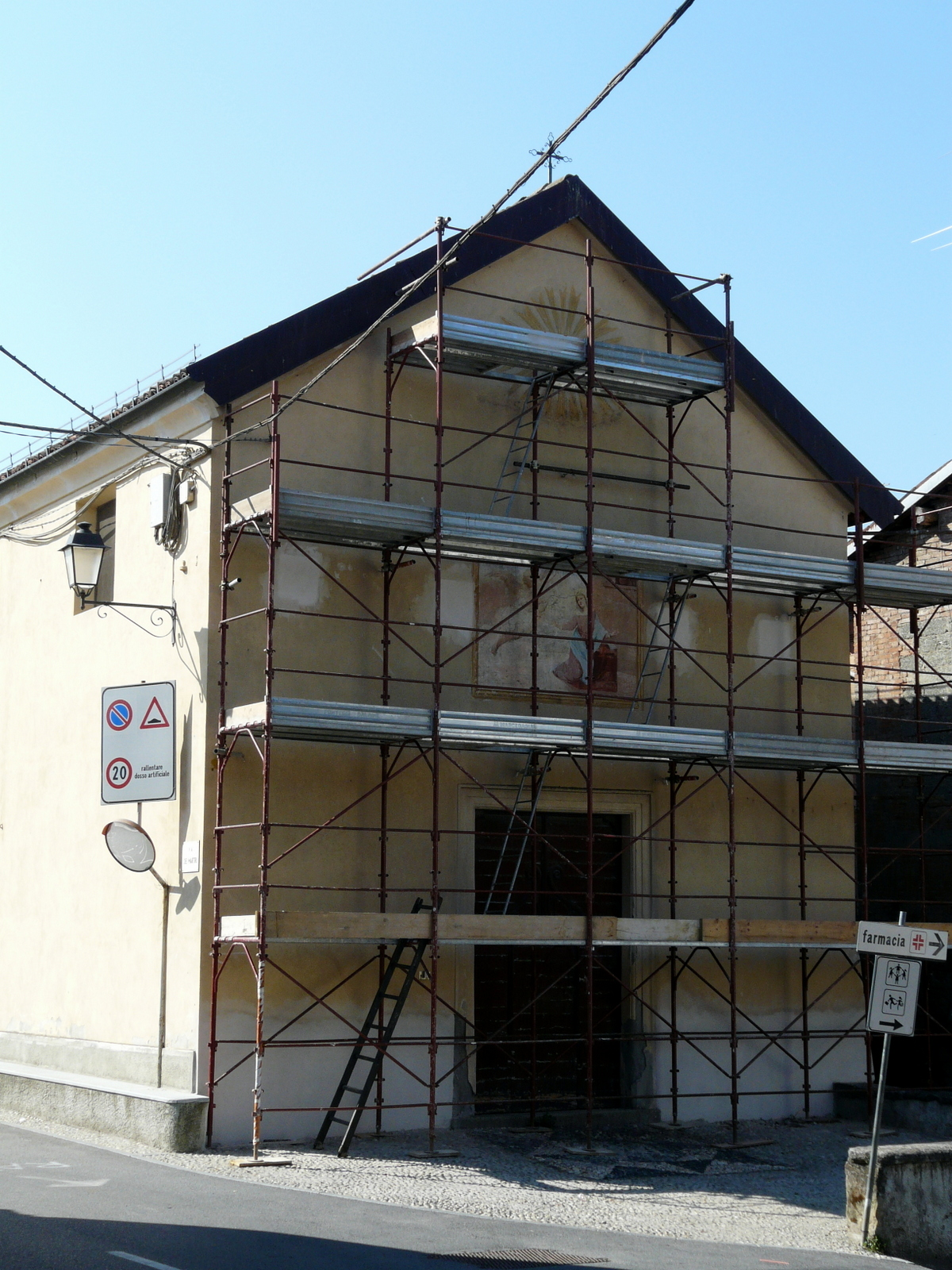
església de la Santíssima Anunciació
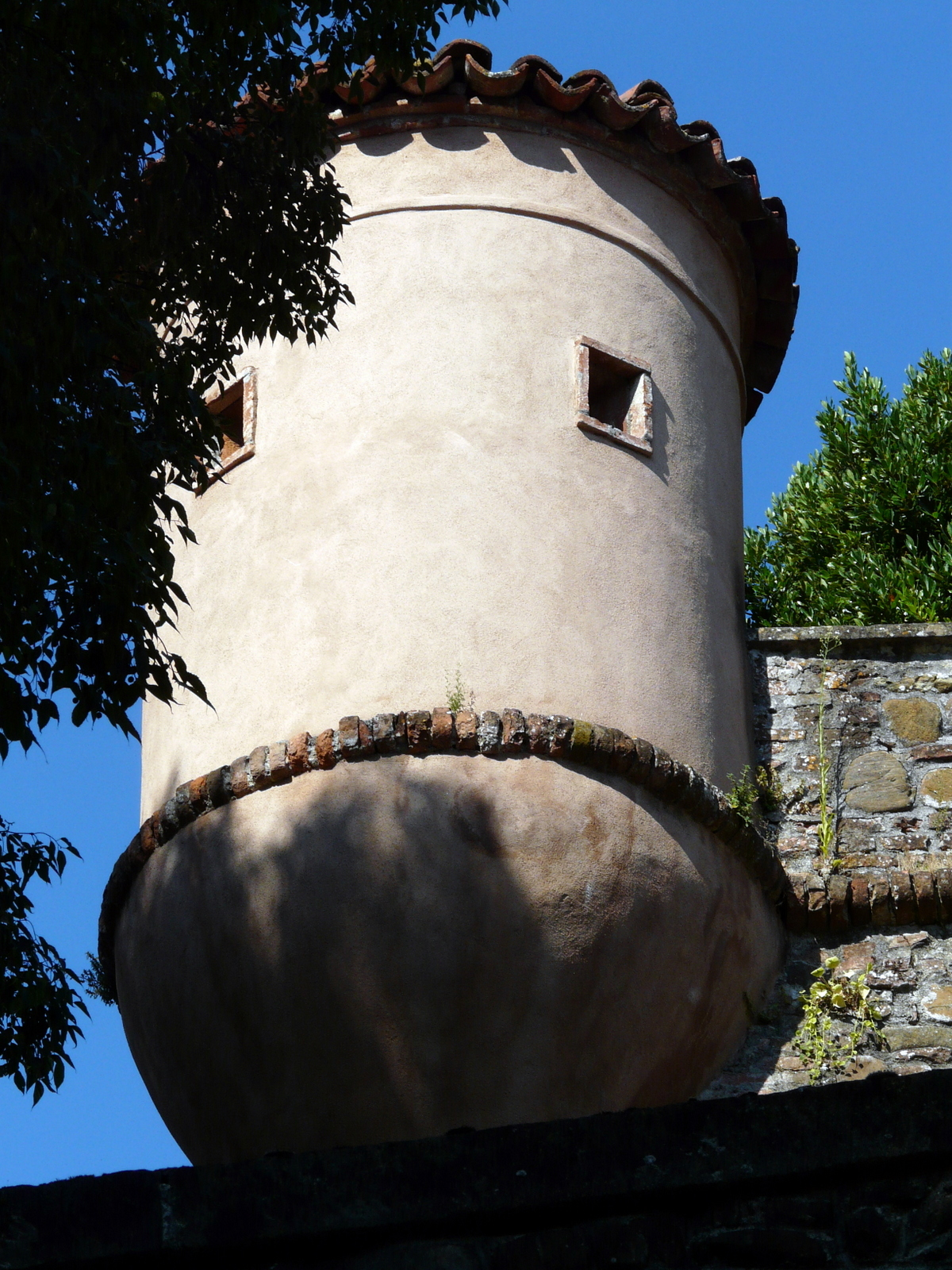
Garita del castell